# Вальтер Рідель (підприємець)
Вальтер Рідель (нім. Walter Riedel; 2 березня 1895 — 12 жовтня 1974) — чеський, австрійський і німецький підприємець, представник роду виробників скляної продукції. Кавалер Лицарського хреста Хреста Воєнних заслуг.

## Біографія
Син богемського підприємця Йозефа Антона Ріделя. Успадкувавши сімейну фірму, Вальтер здійснив багато технічних розробок у скляній промисловості та придумав численні винаходи, такі як прядильне скловолокно, сигнальні кольори, відбивачі, складні лабораторні окуляри тощо. Він спрямував компанію на виробництво технічного скла, реагуючи на потреби міжвоєнного періоду, а також розширив асортимент продукції до скляних прикрас, кришталю, вишивки бісером, ламп і високоякісного посуду.
У 1944 році Імперське міністерство авіації розгорнуло секретний проект «Tonne» — створення наземної системи повітряної розвідки з використанням радарів. Тоді монітори, що використовувались для цього, мали максимальний діаметр 38 см, однак Вальтер Рідель та його інженери-склярі змогли подвоїти їх розміри, а в результаті і роздільну здатність, і створили монітор діаметром 76 см. Рідель визнав потенціал цього винаходу та забезпечив права на використання розробки для цивільних цілей, однак цей план був зірваний радянськими окупаційними військами. У травні 1945 року Рідель був заарештований і втратив все своє майно. В 1955 році звільнений з полону. В 1956 році (через 200 років після заснування фірми Riedel) за підтримки Даніеля Сваровскі очолив збанкрутілий склозавод в австрійському місті Куфштайн і відкрив нову фірму Riedel Glas, яка виробляє високоякісні келихи для вина та інших алкогольних напоїв. Станом на липень 2021 року фірму очолює онук Вальтера Георг Йозеф Рідель.

## Нагороди
- Численні промислові нагороди.
- Хрест Воєнних заслуг 2-го і 1-го класу
- Лицарський хрест Хреста Воєнних заслуг (10 лютого 1944)[2]